# Alexandre Denguet Atiki
Alexandre Denguet Atiki, né le 27 octobre 1937 à Brazzaville et mort le 30 janvier 2013 dans la même ville, est un homme politique congolais.

## Biographie
Employé de la Caisse nationale de la prévoyance sociale, syndicaliste, il représente la république du Congo à la conférence générale du Travail à Genève en 1969.
Cofondateur du Parti congolais du travail (PCT) en 1969, il devient membre suppléant du Comité central, puis membre à part entière en 1972. Il occupe alors différents postes ministériels : ministre du Travail (1971), ministre du Travail et de la Justice (1972-1973) remplaçant Aloïse Moudileno Massengo), ministre du Travail et de l'Action sociale (1975). Il quitte le gouvernement à la fin de 1975 pour devenir directeur de l'Office national du commerce. 
En 1977, après l'assassinat du président Marien Ngouabi, le nouveau président Joachim Yhombi-Opango le nomme ambassadeur en France et délégué permanent à l'Unesco. À partir de juillet 1989, il est à nouveau membre du Comité central du PCT. En 2002, il est élu député et devient premier vice-président de la commission Santé et affaires sociales. Réélu en 2007, il est nommé président du groupe parlementaire de la majorité présidentielle.